# Chrysochroa fulminans
A Chrysochroa fulminans a rovarok (Insecta) osztályának bogarak (Coleoptera) rendjébe, ezen belül a mindenevő bogarak (Polyphaga) alrendjébe és a díszbogárfélék (Buprestidae) családjába tartozó faj.
Nemének a típusfaja.

## Előfordulása
A Chrysochroa fulminans előfordulási területe Malajzia, Indonézia, a Fülöp-szigetek és Pápua Új-Guinea.

## Alfajai
- Chrysochroa fulminans agusanensis Kurosawa, 1979
- Chrysochroa fulminans aurora Heller, 1912
- Chrysochroa fulminans babuyanensis Kurosawa, 1989
- Chrysochroa fulminans baliana Obenberger, 1928
- Chrysochroa fulminans bimanensis Lansberge, 1879
- Chrysochroa fulminans chrysura Gory, 1840
- Chrysochroa fulminans chrysuroides Deyrolle, 1864
- Chrysochroa fulminans cyaneonigra Kurosawa, 1991
- Chrysochroa fulminans florensis Kerremans, 1891
- Chrysochroa fulminans fulminans (Fabricius, 1787)
- Chrysochroa fulminans funebris Théry, 1898
- Chrysochroa fulminans kaupii Deyrolle, 1864
- Chrysochroa fulminans krausei Descarpentries, 1971
- Chrysochroa fulminans nagaii Kurosawa, 1990
- Chrysochroa fulminans nishiyamai Kurosawa, 1990
- Chrysochroa fulminans nylanderi Hołyński, 2009
- Chrysochroa fulminans praelonga White, 1843
- Chrysochroa fulminans variabilis Deyrolle, 1864
- Chrysochroa fulminans vethiana Obenberger, 1926

## Megjelenése
A szóban forgó bogár 30-40 milliméter hosszúra nő meg. A fémesen csillogó kitinpáncélja változatos színű lehet; főképp a különféle zöld, vörös és lila árnyalatok között mozog.

## Képek

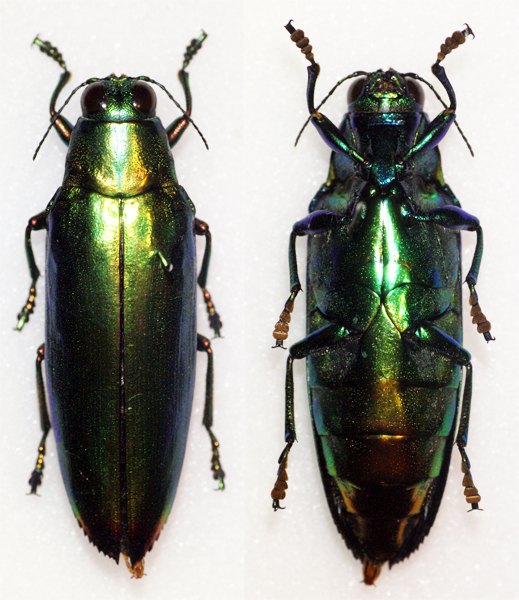
Chrysochroa fulminans agusanensis
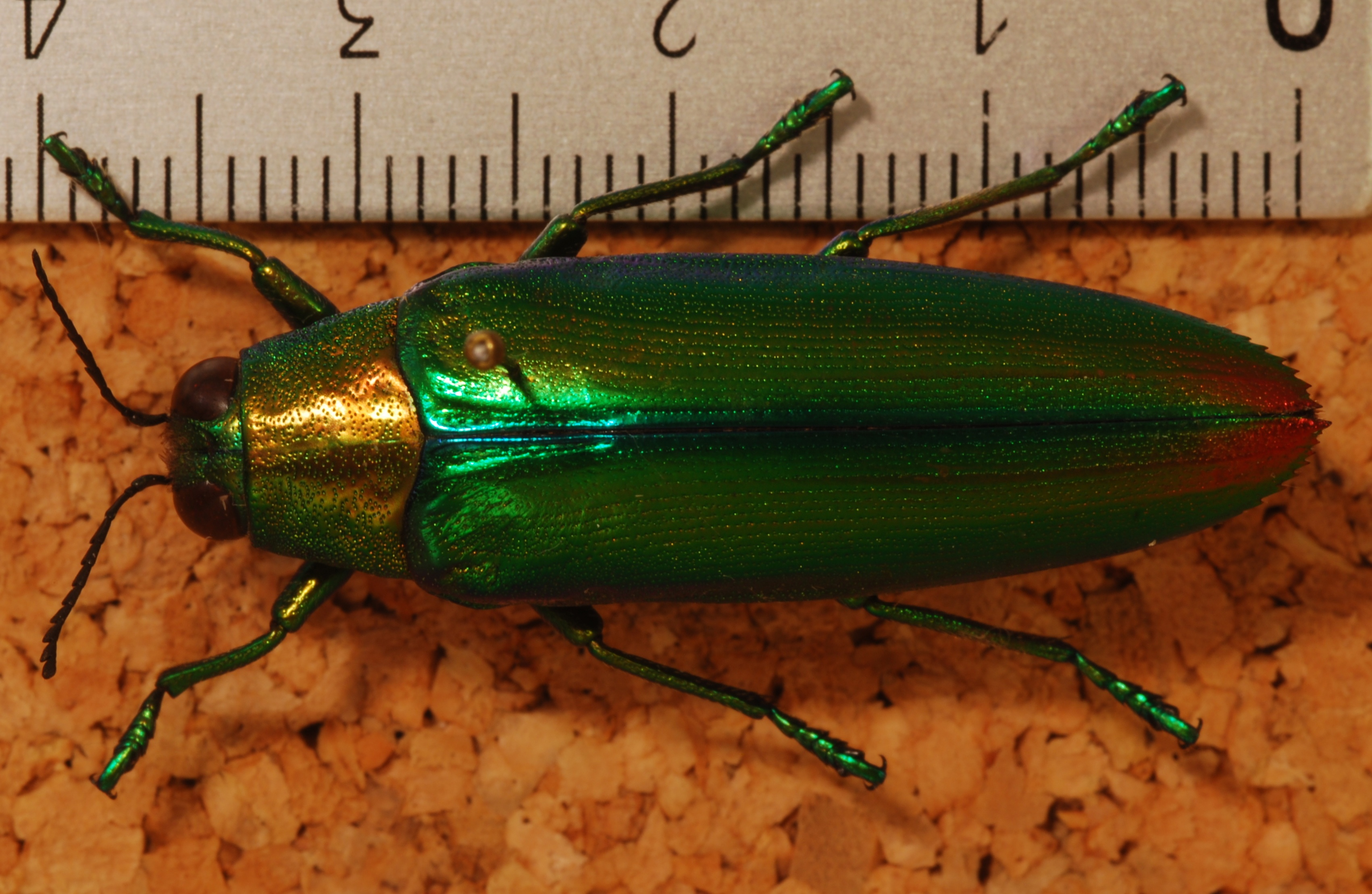
Chrysochroa fulminans aurora
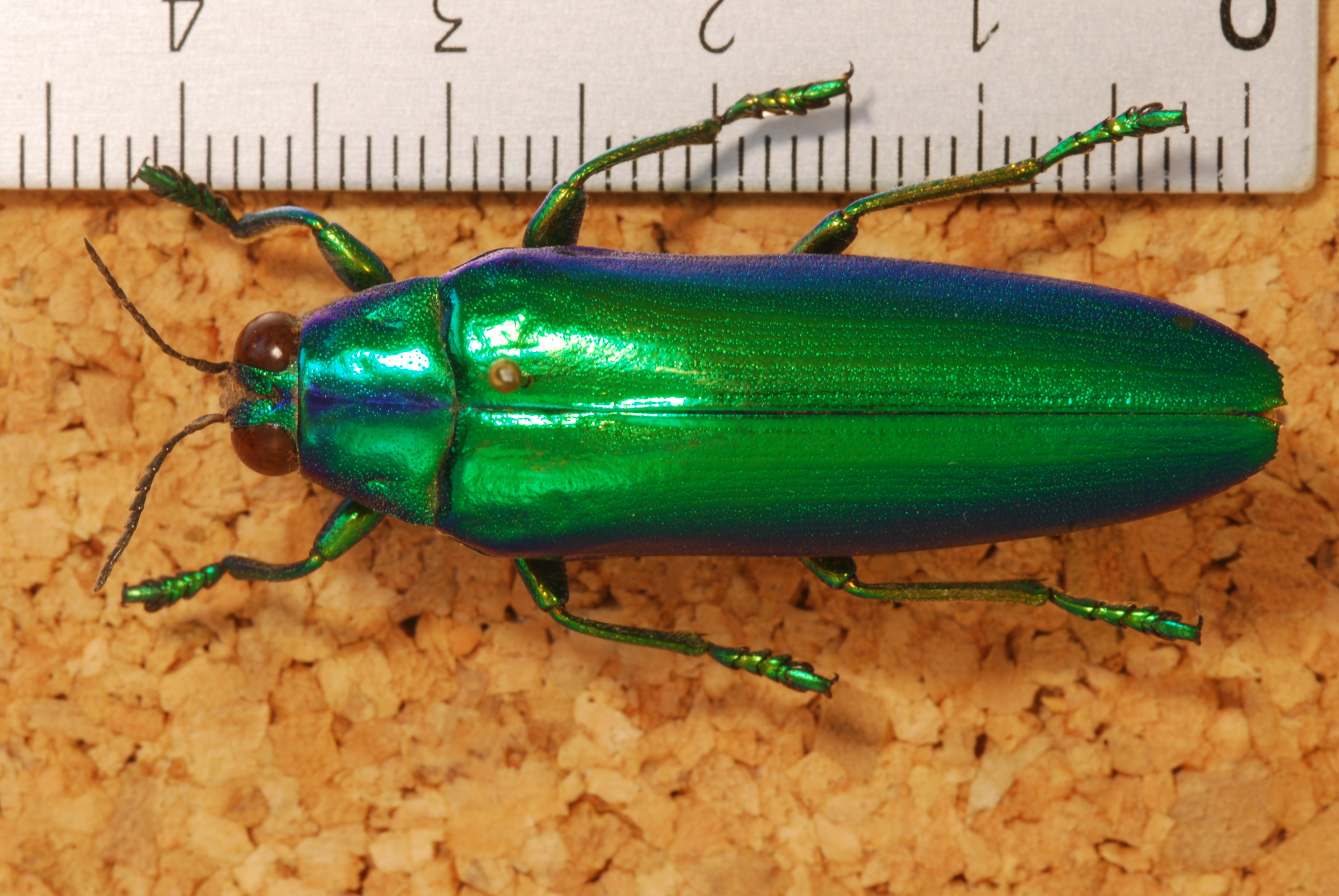
Chrysochroa fulminans babuyanensis
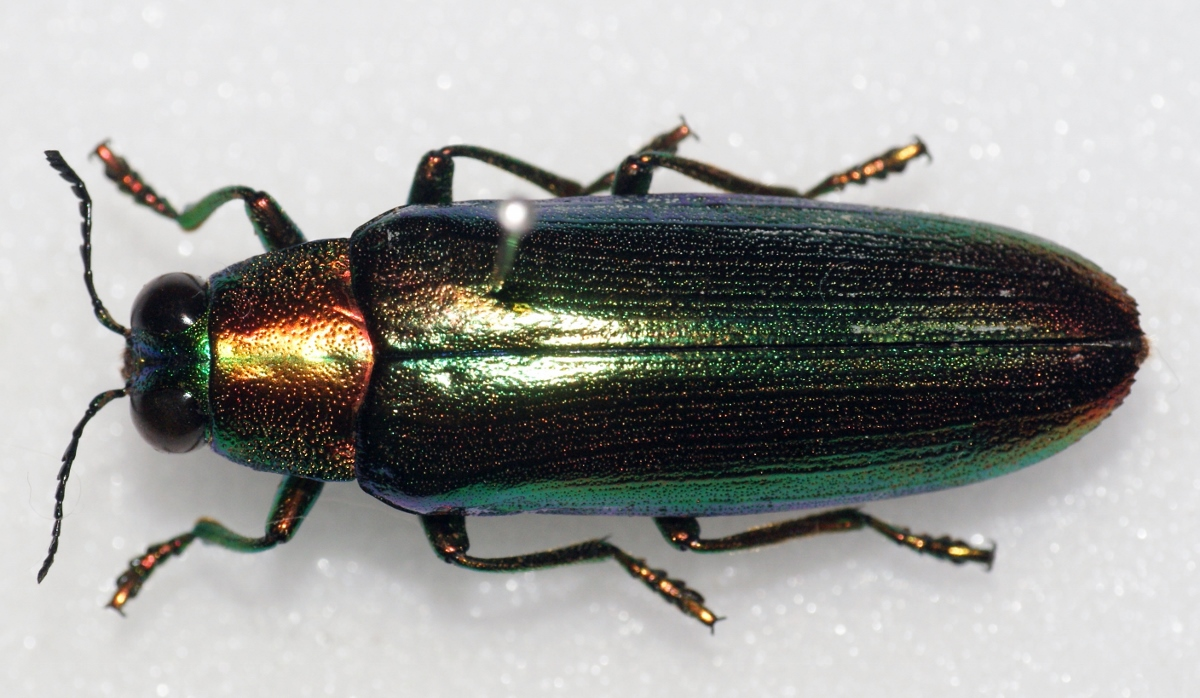
Chrysochroa fulminans bimanensis
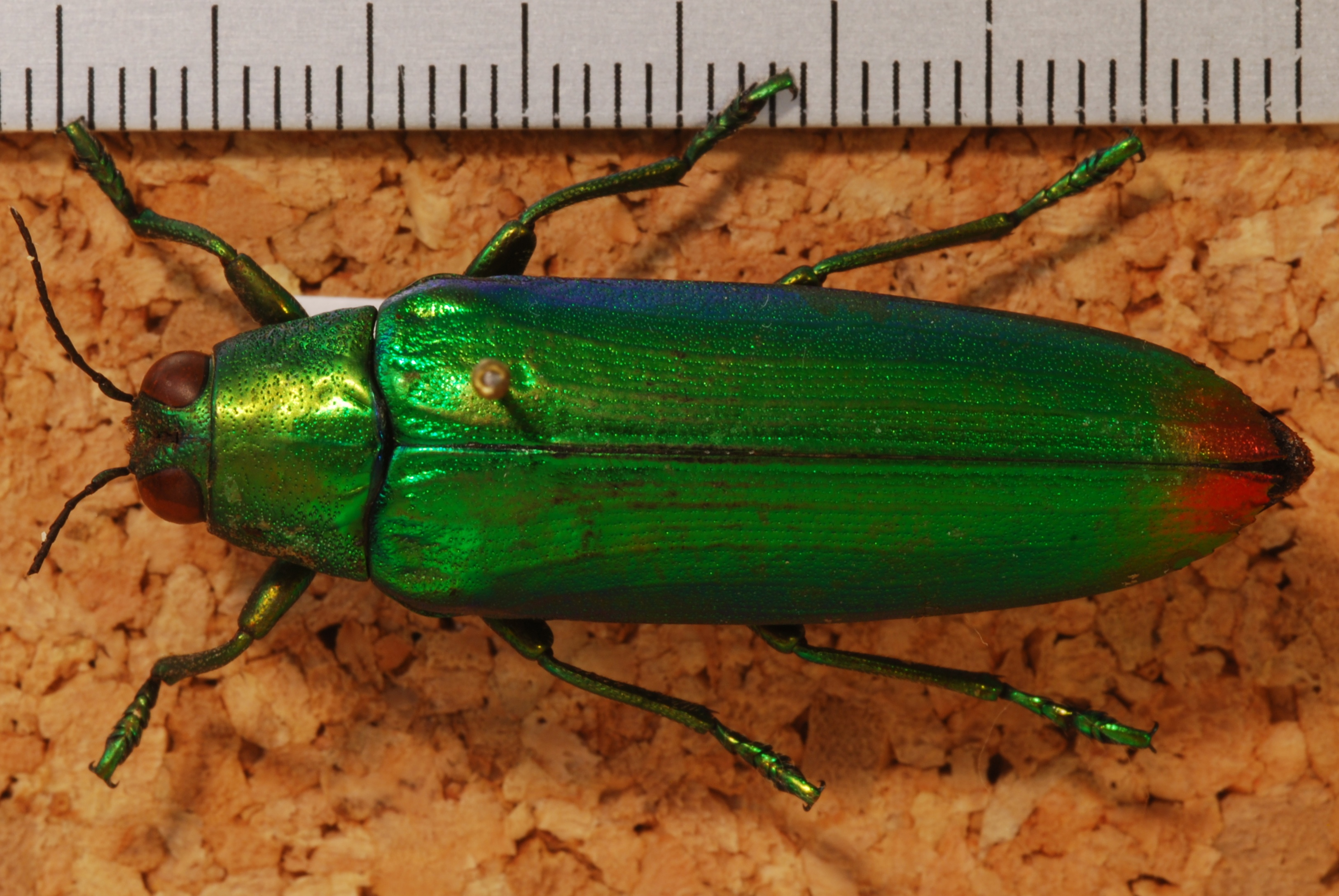
Chrysochroa fulminans chrysuroides
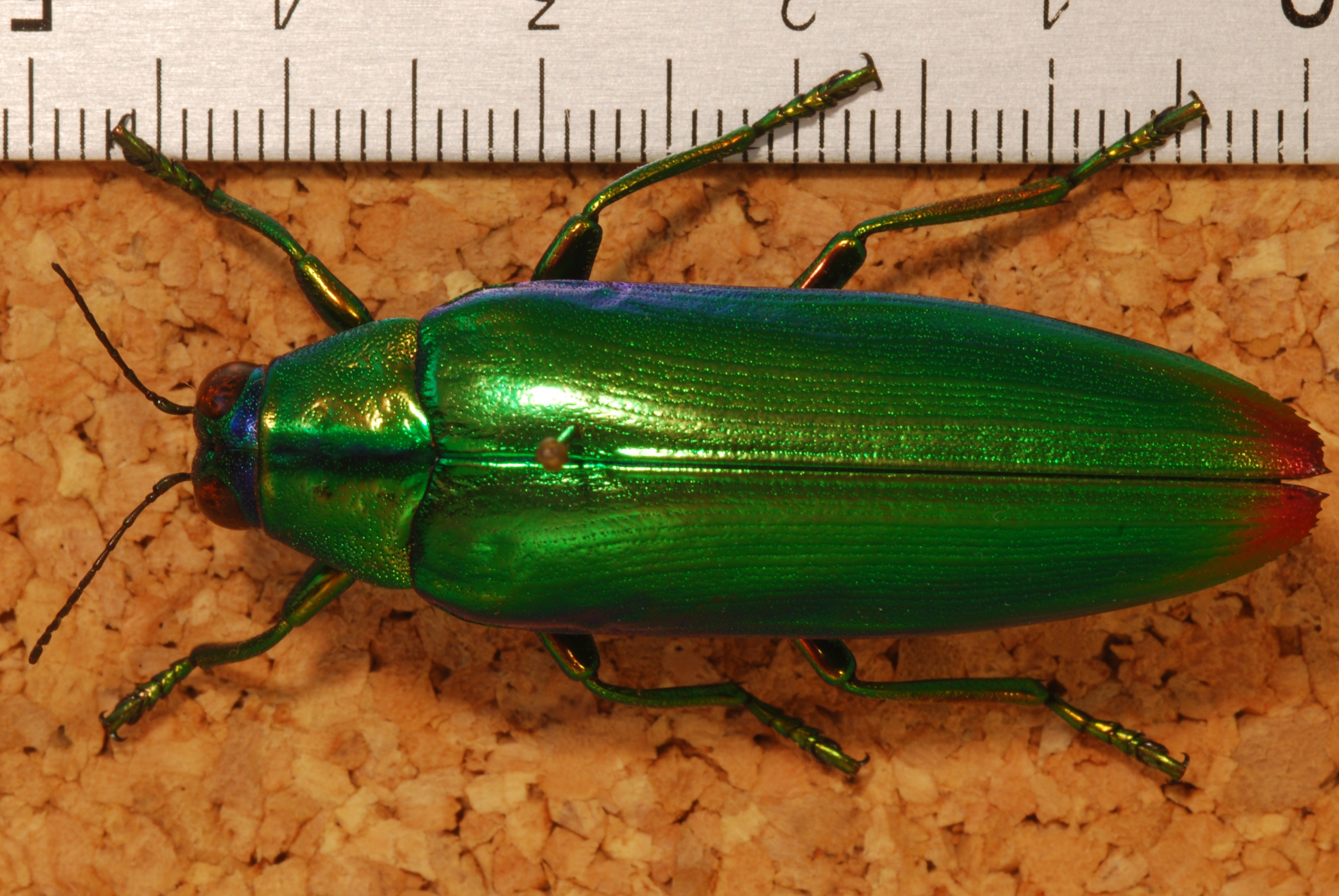
Chrysochroa fulminans kaupii
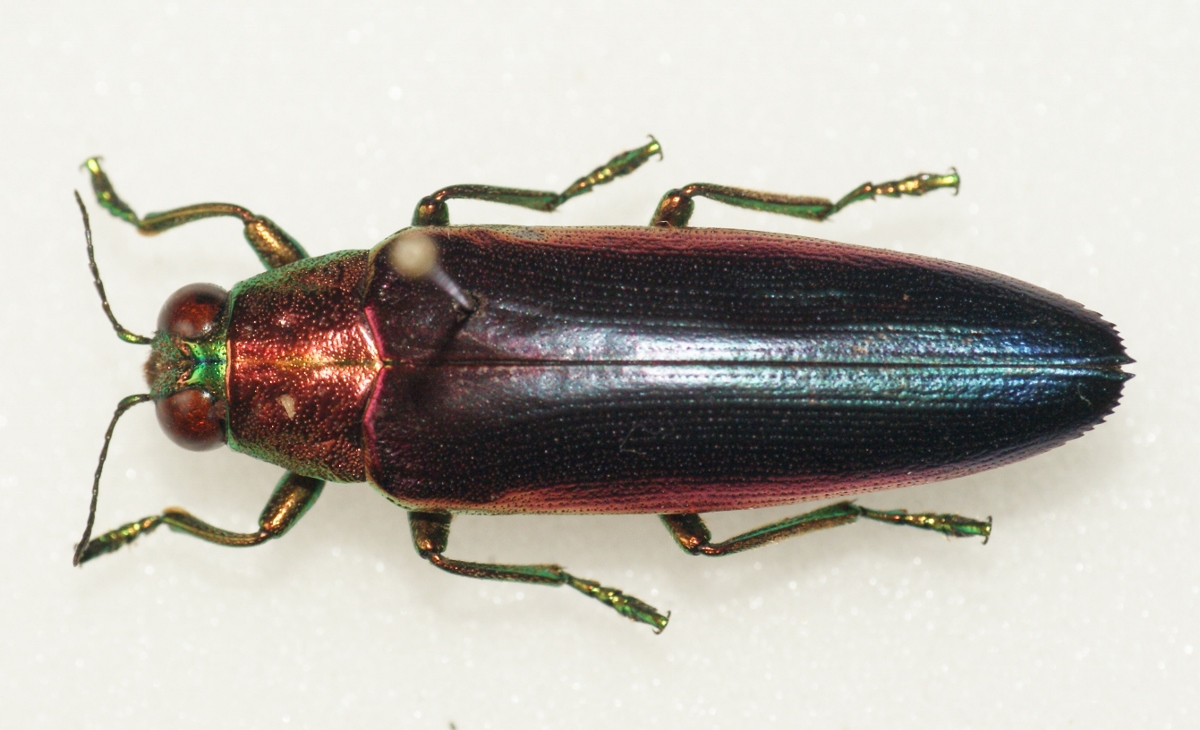
Chrysochroa fulminans nishiyamai
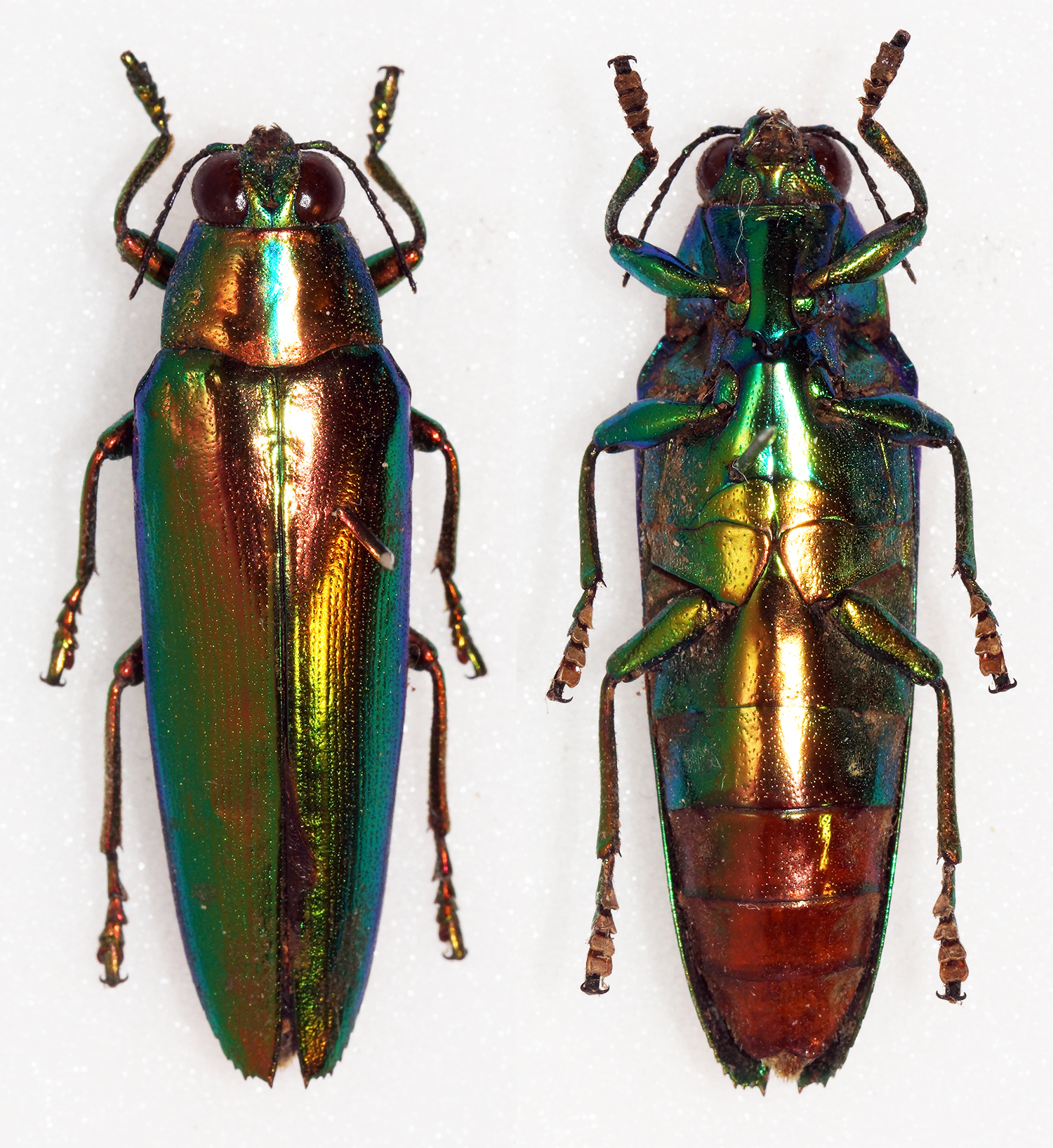
Chrysochroa fulminans praelonga
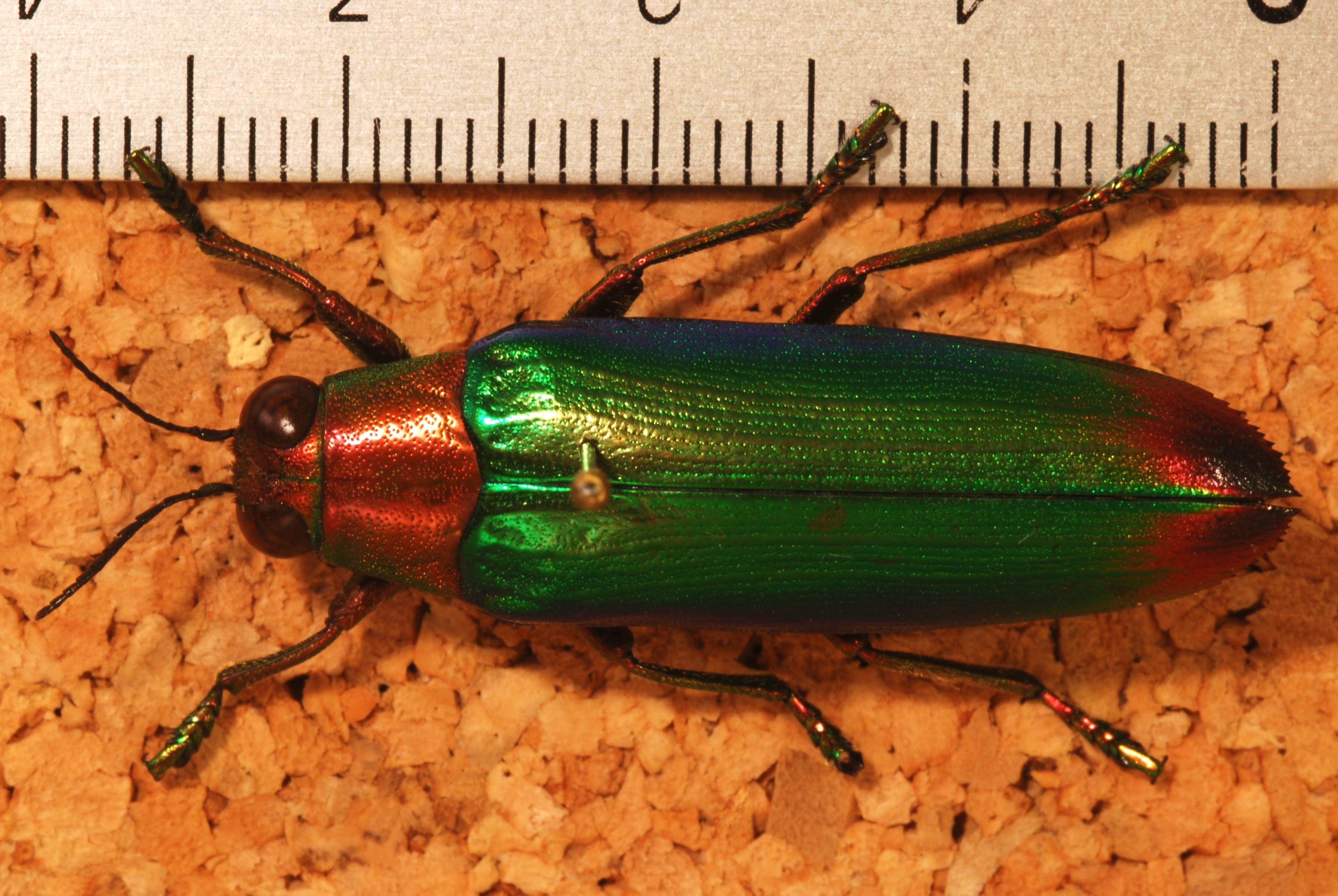
Chrysochroa fulminans variabilis

## Fordítás
- Ez a szócikk részben vagy egészben  a   Chrysochroa fulminans című angol Wikipédia-szócikk ezen változatának fordításán alapul.  Az eredeti cikk szerkesztőit annak laptörténete sorolja fel. Ez a jelzés csupán a megfogalmazás eredetét és a szerzői jogokat jelzi, nem szolgál a cikkben szereplő információk forrásmegjelöléseként.